# Helichus crenulatus
Helichus crenulatus is een keversoort uit de familie ruighaarkevers (Dryopidae). De wetenschappelijke naam van de soort werd in 1995 gepubliceerd door Kodada & Jäch.